# Ghiandole del fondo
Nell'anatomia le ghiandole del fondo sono una forma di ghiandole gastriche.

## Anatomia

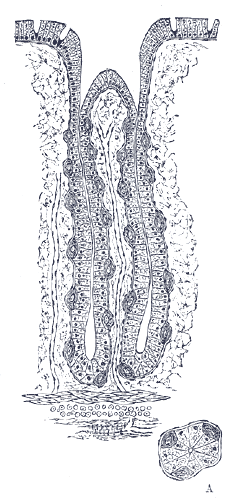
Ghiandola del fondo bifida; A. Sezione trasversale.

Tali ghiandole sono di forma semplice, tubolare ma non ramificata (al massimo sono composte da 2-3 rami) e sono costituite da diversi tipi cellulari:
- Cellule del colletto: producono muco costituito da "proteoglicani acidi".
- Cellule parietali: dette anche "delomorfe" o "ossintiche" o "di rivestimento" o "chiare". Le cellule parietali si trovano spesso sporgenti all'esterno del tubulo ghiandolare, cui sono comunque connesse da un'estensione citoplasmatica. Caratteristica di queste cellule è quella di possedere un esteso sistema di tubuli intracellulari detti "canalicoli o capillari di secrezione interni" (sono elementi dinamici e non statici in quanto si formano soltanto nelle fasi digestive per aumentare la superficie secernente della cellula) all'interno dei quali si raccoglie la secrezione "clorico-peptidica". A questa secrezione viene aggiunta una componente acquosa nel canalicolo di secrezione esterno -breve tratto tra le pareti di due cellule affiancate- per facilitare lo scorrimento della secrezione nella ghiandola. Questi tubuli hanno la funzione di aumentare la superficie utile alla produzione del principale secreto di questo tipo di cellule, ossia l'acido cloridrico (HCl), principale responsabile del pH fortemente acido dei succhi gastrici. Oltre all'acido cloridrico, queste cellule sono responsabili per la produzione del fattore intrinseco che permette l'assorbimento della vitamina B12 e senza il quale si svilupperebbe anemia perniciosa.
- Cellule principali: dette anche "adelomorfe" o "peptiche" o "zimogeniche" o "zimogene" o "scure". Le cellule principali sono più situate nella parte profonda nei tubuli delle ghiandole. Sono cellule che secernono pepsinogeno, lipasi gastrica e in età neonatale, rennina.
- Cellule endocrine: producono gli ormoni gastrina, serotonina e somatostatina.

## Funzioni
Hanno la funzione di produrre l'acido cloridrico e i fermenti gastrici.

## Patologia
In questa parte del corpo esiste una sindrome che permette la nascita dei cosiddetti polipi.